# Harstad/Narvik Lufthavn, Evenes
 Ikke at forveksle med Narvik Lufthavn, Framnes.
Harstad/Narvik Lufthavn, Evenes, (IATA: EVE, ICAO: ENEV) er en lufthavn der ligger i Evenes Kommune i Nordland, 44 km fra Harstad, 80 km fra Narvik, Norge. Indflyvningslysene i den nordlige ende af landingsbanen ligger i Skånland Kommune i Troms. I 2009 ekspederede den 506.449 passagerer og 8.748 flybevægelser. Den drives af det statsejede selskab Avinor.

## Historie
Lufthavnen blev åbnet i 1972 som en kombineret militær og civil lufthavn. Militæret skulle bruge den til blandt andet uddannelse af NATO personel, primært vinter og arktiske øvelser. C-5 Galaxy flyet kommer jævnligt forbi Evenes, og Antonov An-124 er det største fly der har benyttet landingsbanen.
I dag er der fragtflyvninger til Japan med ferske laks, og SAS har i marts få direkte ankomster fra Tokyo-Narita med japanske turister.

## Flyselskaber og destinationer
| Flyselskaber | Destinationer                    |
| ------------ | -------------------------------- |
| Norwegian    | Oslo                             |
| SAS          | Oslo, Tokyo-Narita (marts 2011)  |
| Widerøe      | Andenes, Bodø, Tromsø, Trondheim |

* opdateret 26. oktober 2010